# جنگ‌افزار (فیلم ۱۹۵۶)
جنگ‌افزار (انگلیسی: The Weapon) نام یک فیلم سینمایی انگلیسی در ژانر فیلم تریلر است که در سال ۱۹۵۶ منتشر شد.